# Пейс, Иэн
И́эн (Ян) А́ндерсон Пейс (англ. Ian Anderson Paice; род. 29 июня 1948, Ноттингем, Англия) — британский барабанщик-виртуоз. Наиболее известен своим творчеством в составе Deep Purple. Единственный участник группы, входивший во все её составы и единственный остающийся в группе участник первого состава, при этом он никогда не был лидером группы. В списке «100 величайших барабанщиков всех времён» журнала Rolling Stone занял 21-е место, а в списке 50 лучших барабанщиков рока по версии журнала Classic Rock — 8-е место. Журнал DRUM! Magazine включил Иэна в список «60 лучших рок-барабанщиков всех времён». Американский музыкальный журнал Goldmine включил Пейса в список «20 наиболее влиятельных барабанщиков рока». В 2015 году британский журнал Rhythm включил Иэна в список «100 величайших барабанщиков всех времён».

## Биография
Детские годы Иэна Пейса прошли в Ноттингеме и Бистере (англ., графство Оксфордшир), куда переехала его семья. В ранней юности его больше интересовала скрипка, но в 15 лет он переключился на ударные: «…В конечном итоге я купил ударную установку за 32 фунта и начал аккомпанировать отцу-пианисту, который играл вальсы и квикстепы. Пресноватая была музыка, но — какое-никакое, а всё же начало».
Вскоре Пейс вошёл в состав оксфордширской группы «Georgie and the Rave Ons», которая позже стала называться «The Shindigs». Он ушёл из неё, чтобы присоединиться к «MI5» — группе, позже переименованной в «The Maze». Сильное влияние на все дальнейшее творчество Пейса оказали джазовые музыканты: Джин Крупа, Бадди Рич и другие. Он стал одним из первых барабанщиков хард-рока, сумевшим внести в свой стиль элементы свинговой и джазовой техники.

Первый состав Deep Purple (Эванс, Лорд, Блэкмор, Симпер, Пейс)

В 1967 году новообразованная группа с ещё не определившимся названием и стилем искала новых музыкантов, в том числе, вокалиста и барабанщика. В результате недолгих поисков новым ударником стал Иэн Пейс, а вокалистом — 21-летний Род Эванс, с которым Пейс играл вместе в The Maze. В новом составе с новым названием Roundabout группа приступила к репетициям и провела небольшое концертное турне.
Вскоре группа поменяла своё старое название на Deep Purple:

В Дивз-Холле мы составили список возможных вариантов. Чуть не выбрали Orpheus. Concrete God — это нам показалось очень уж радикально. Был в списке и Sugarlump. А однажды утром там появился новый вариант — Deep Purple. После напряжённых переговоров выяснилось, что внёс его Ричи. По той причине, что это была любимая песня его бабушки.
— Джон Лорд.
Кроме ударника Иэна Пейса, в первый состав Deep Purple входили Ричи Блэкмор (гитара), Джон Лорд (клавишные), Ник Симпер (бас-гитара) и уже упоминавшийся вокалист Род Эванс. В этом составе группа выпустила три альбома, имевших ограниченный успех, после чего в 1969 г. Эванс и Симпер были заменены Иэном Гилланом (вокал) и Роджером Гловером (бас-гитара). В новом составе (называемом «классическим») Deep Purple достигли вершин мировой популярности.
С течением времени состав Deep Purple продолжал изменяться, но Пейс оставался членом группы всё время и принимал участие в записи всех без исключения альбомов. За время участия в Deep Purple он прославился как один из лучших барабанщиков мира.
После распада Deep Purple в 1976 году Пейс становится участником новой супергруппы Paice, Ashton & Lord. Группа, в состав которой вошли также вокалист и клавишник Тони Эштон, органист Джон Лорд, гитарист/вокалист Берни Марсден и басист Пол Мартинес, записала всего один альбом Malice In Wonderland и отыграла только пять концертов. В 1977 году группа распалась во время записи второго альбома.

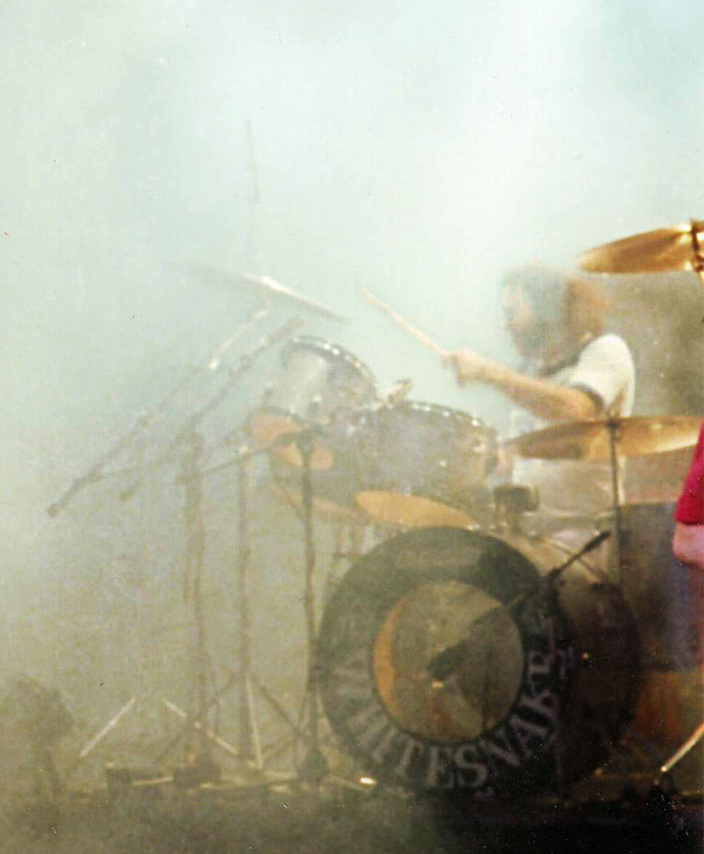
Иэн Пейс на концерте Whitesnake (1981 г.)

В 1979 году Дэвид Ковердейл попросил Иэна Пейса присоединиться к группе Whitesnake для тура по Японии в поддержку альбома Lovehunter. Пейс остался участником группы в течение следующих трёх лет. Он появился на альбомах Ready an' Willing (1980), Live...in the Heart of the City (1980), Come an' Get It (1981) и Saints & Sinners (1982). Из-за музыкальных разногласий с Ковердэйлом Пейс покинул группу Whitesnake в 1982 году.
В ноябре 1982 года Иэн Пейс присоединился к Гэри Муру для записи альбома Corridors of Power. После этого Пейсу было предложено войти в состав Gary Moore Band. Сотрудничество Пейса с Муром длилось до апреля 1984 года, когда произошло воссоединение Deep Purple.
В конце 1980-х годов Пейс принимал участие в сессионной работе с Питом Йорком и Джорджем Харрисоном. В 1999 году Пол Маккартни пригласил Пейса на запись своего альбома Run Devil Run, после чего состоялась серия совместных концертов, увенчавшаяся выступлением 14 декабря 1999 года в ливерпульском клубе «The Cavern».
17 сентября 2000 года в австрийском городе Gmunden Иэн Пейс вместе с лучшими барабанщиками мира выступил на фестивале «Superdrumming 2000».

### Личная жизнь
Иэн Пейс женат, у него трое детей: Джеймс, Эмми и Келли. Его супруга Джеки — сестра-близнец Вики Лорд, супруги Джона Лорда, партнера Пейса по Deep Purple, Whitesnake и Paice, Ashton & Lord. Характерной чертой стиля Пейса являются очки, которые практически всегда синего (иногда также зелёного или пурпурного) цвета.

## Дискография

### The Shindigs
- 1965 One Little Letter/What You Gonna Do (SP, UK)
- 1965 A Little While Back/Why Say Goodbye (SP, UK)

### MI5 & The Maze
- 1966 You’ll Never Stop Me Loving You/Only Time Will Tell (SP, UK)
- 1966 Hello Stranger/Telephone (SP, UK)
- 1967 Aria Del Sud/Non Fatemio Odiare (SP, Italy)
- 1967 Harlem Shuffle/What Now/The Trap/I’m So Glad (EP, France)
- 1967 Catteri, Catteri/Easy Street (SP, UK)

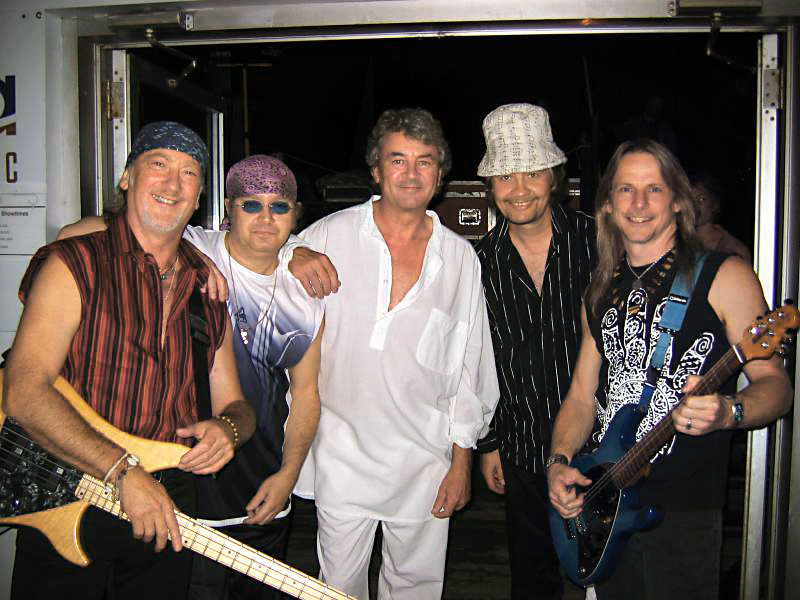
В составе Deep Purple 2009 года: Гловер, Пейс, Гиллан, Эйри, Морс

### Deep Purple
- 1968 Shades of Deep Purple
- 1968 The Book of Taliesyn
- 1969 Deep Purple
- 1969 Concerto for Group and Orchestra
- 1970 Deep Purple in Rock
- 1971 Fireball
- 1972 Machine Head
- 1972 Made in Japan
- 1973 Who Do We Think We Are
- 1974 Burn
- 1974 Stormbringer
- 1975 Come Taste the Band
- 1976 Made in Europe
- 1977 Last Concert in Japan
- 1984 Perfect Strangers
- 1987 The House of Blue Light
- 1988 Nobody's Perfect
- 1990 Slaves & Masters
- 1993 The Battle Rages On
- 1994 Come Hell or High Water
- 1995 King Biscuit Flower Hour Presents: Deep Purple in Concert
- 1996 Purpendicular
- 1997 Live at the Olympia '96
- 1998 Abandon
- 1999 Total Abandon
- 2000 In Concert with the London Symphony Orchestra
- 2001 Live at the Rotterdam Ahoy
- 2003 Bananas
- 2005 Rapture of the Deep
- 2007 They All Came Down to Montreux
- 2013 Now What?!
- 2017 Infinite
- 2020 Whoosh!
- 2021 — Turning to Crime (кавер-версии)

### Paice Ashton Lord
- 1977 Malice in Wonderland
- 1992 BBC Radio 1 Live in Concert / Live 1977

### Whitesnake
- 1980 Ready an' Willing
- 1980 Live...in the Heart of the City
- 1981 Come an' Get It
- 1982 Saints & Sinners
- 2004 The Early Years (сборник)

### Gary Moore Band
- 1982 Corridors of Power
- 1982 Live at the Marquee (EP)
- 1983 Falling in Love with You (EP)
- 1983 Rockin' Every Night - Live in Japan (в Европе вышел в 1986 году)
- 1983 Victims of the Future
- 1984 We Want Moore!

### Сольно
- 2002 Not for the Pro’s (DVD+CD)
- 2005 Chad Smith & Ian Paice — Live Performances, Interviews, Tech Talk and Soundcheck (DVD)
- 2006 Modern Drummer Festival 2005 (DVD)
- 2007 Ian Paice and Friends Live in Reading 2006 (DVD)
- 2007 Ian Paice and Lee Joe Band — Live in Belgorod 2007, Interview (DVD)

### В качестве сессионного музыканта
- 1967 Do Your Own Thing/Goodbye Baby Goodbye (Soul Brothers, SP)
- 1968 I Shall Be Released/Down in the Flood (Boz Burrell, SP)
- 1968 I Feel Fine/Let Me Love You (Tony Wilson, SP)
- 1971 Natural Magic (Green Bullfrog)
- 1971 In My Time (Mike Hurst)
- 1972 Gemini Suite (Jon Lord)
- 1972 Home is Where You Find It (Eddie Hardin)
- 1972 The Pete York Percussion Band (The Pete York Percussion Band)
- 1972 Squeeze (Velvet Underground)
- 1973 Bump & Grind (Jackson Heights)
- 1974 E.H. in the UK — The Eddie Harrin London Sessions (Eddie Hardin)
- 1974 First of the Big Bands (Tony Ashton & Jon Lord)
- 1975 Funkist (Bobby Harrison)
- 1977 You Can’t Teach An Old Dog New Tricks (Eddie Hardin)
- 1978 Composition (Kirby)
- 1980 And About Time Too (Bernie Marsden)
- 1981 Look at Me Now (Bernie Marsden)
- 1981 Free Spirit (Ken Hensley)
- 1982 Before I Forget (Jon Lord)
- 1983 Arrested — The Royal Philharmonic Orchestra & Friends Tribute to Police
- 1987 Super Drumming (Pete York & Friends)
- 1989 Best of Dark Horse 1976-89 (George Harrison)
- 1990 Jump The Gun (Pretty Maids)
- 1993 BBC Radio 1 Live in Concert ’74 (Tony Ashton & Jon Lord)
- 1994 From Time To Time (Ken Hensley)
- 1999 Run Devil Run (Paul McCartney)
- 1999 Live at the Cavern (Пол Маккартни, DVD)
- 2001 Living on the Outside (Jim Capaldi)
- 2001 Twister (Max Magagni)
- 2003 E-Thnik (Mario Fasciano)
- 2003 Dal Vero (Tolo Marton)
- 2006 Gillan’s Inn (Ian Gillan)
- 2006 Time to Take a Stand (Moonstone Project, +2008 extended ed.)
- 2007 Little Hard Blues (Andrea Ranfagni)
- 2007 One Night Jam (Lee Joe Fiafari)
- 2009 Rebel on the Run (Moonstone Project, song «Halfway To Heaven»)
- 2010 Stay Tuned (Bernhard Welz)
- 2022 Human Mechanic (Purpendicular)

### В фильмах и на ТВ
- 1991 Deep Purple — Heavy Metal Pioneers (Warner, interviewee)
- 1995 Rock Family Trees, ep. 'Deep Purple' (BBC, interviewee)
- 2002 Classic Albums, ep. 'Deep Purple — Machine Head' (ITV, interviewee)
- 2004 Roger Glover — Made in Wales (ITV, interviewee)
- 2005 Hard Rock Treasures (Feature, interviewee)
- 2006 Heavy Metal: Louder Than Life (Feature, interviewee)
- 2006 Brick by Brick — The Building of Gillan’s Inn (DVD special)
- 2007 Ian Gillan — Highway Star (interviewee)
- 2010 I’m in a Rock n’ Roll Band, ep. 'The Drummer' (BBC, interviewee)
- 2011 «Phoenix Rising» (док. фильм)